# Д’Аурия, Симоне
Симоне Д’Аурия (Бергамо, 29 сентября 1976 г.) — итальянский архитектор и художник.

## Биография
Он родился в Бергамо 29 сентября, 1976 году. Он закончил архитектурный факультет Миланского политехнического университета, после чего сразу же начал работать самостоятельно и получил свой первый заказ в 1995 году — проект Gandal Airlines в Бергамо.
В период между 2000 и 2007 он построил выставочные залы и флагманские магазины для брендов Bally и Paola Frani. В 2014 году он разрабатывает и реализует первый монобрендовый магазин Leica во Флоренции. С 2010 года и в течение следующих двух лет он выставлял свои первые работы в Триеннале в Милане, участвуя в течение трех лет подряд в Художественных мастерах Санкт-Морица.
С 2011 по 2017 год он является арт-директором компании Lungarno Collection, принадлежащей семье Феррагамо, для которой он также создает несколько арт-инсталляций в сотрудничестве с муниципалитетом Флоренции и Управлением.
Разносторонний художник, в 2012 году он разработал ограниченную серию мотоциклов для MV Augusta. В 2017 году назначен арт-директором группы Starhotels. В том же году он участвует в выставке, которую курирует Фонд Розини Гутман в штаб-квартире Организации Объединенных Наций в Нью-Йорке, а в 2018 году, снова с тем же фондом, он находится в Риме, в Фарнезине.

## Стиль
Его работы представлены в 2018 году на международной художественной ярмарке KARLSRUHE в Германии, а некоторые из них постоянно выставляются в Фонде культуры Montblanc.
В 2021 году Симоне Д’Аурия заключает контракт с издательством Skira на выпуск своей одноименной книги с предисловием Милована Фарронато, куратора Венецианской биеннале 2019 года и директора Fiorucci Art Trust.
С самого начала он посвятил себя дизайну с умом и энтузиазмом, уделяя особое внимание «восстановлению окружающей среды»; разносторонний художник, занимающийся интерьерами на начальном этапе своей деятельности, его интерес направлен на инсталляцию в общественных местах.
Придавая важность повседневным предметам, от ложек до велосипедов, от сфер до Vespas, увеличенных или измененных с использованием различных материалов, таких как мрамор, смола, железо, сталь, дерево и волоконная оптика, размещены художественные работы Д’Аурия между авангардом двадцатого века.
Его постановка содержит отсылки к движениям дадаизма и нео-дада, модернистскому реализму и поп- арту Дюшана, Арман, Ольденбург и Бруно Мунари (художник, которого Д’Аурия очень любит, цитируется непосредственно в инсталляции «Бруно Ложка»), на самом деле, можно найти в его работах вместе со ссылкой на культуру тосканского маньеризма.
Мировой голод, чистая и возобновляемая энергия, игра света и безумие движения являются краеугольными камнями художественных исследований Д’Аурия, чья идентичность вытекает из архитектуры, которая становится дизайном и, наконец, искусством. Посредством последнего он полностью выражает свое видение, цель которого — стимулировать реакцию зрителей, показывая им, как многого они могут достичь с помощью своих навыков и способностей. Его работы выражают позитивное отношение к жизни и природе. Его искусство направлено на создание предметов, которые не только обладают эстетическим вкусом, но и способны передать чувство покоя и радости.

## Работы
Архитектура
- Аэропорт Gandal Airlines, Бергамо, 1995 г.
- Магазины Bally Ginza Japan, Bally Selfridges England, Bally Jinan Hong Kong, 2000—2007 гг.
- Магазины и выставочный зал Paola Frani, Милан, 2010 г.
- Магазин Leica, Флоренция, 2014 г.
- Дизайн фасада отеля Anderson в Милане, 2018 г.

Дизайн
- Brutale California, MV Agusta, 2013-2014 г.

Выставки, шоу и инсталляции
- Zoo (Light) Revolution and World Hub, Triennale di Milano, 2010 г.
- Lightbull Charging Wall Street, Triennale di Milano, 2012 г.
- Данделайон, Triennale di Milano, 2013 г.
- Ветряная мельница, Феррагамо, Флоренция, 2013 г.
- Lightbull Charging Wall Street, Художественный мастер Санкт-Морица, 2013 г.
- Велоспорт, Феррагамо, Флоренция, 2014 г.
- Личный | Безличный, Феррагамо, Флоренция, 2015 г.
- Ложка, Феррагамо, Флоренция, 2016 г.
- Ложка, Фонд Розини Гутман, Организация Объединенных Наций, Нью-Йорк, 2017 г.
- Свобода, Феррагамо, Флоренция, 2018 г.
- Ложка, Фонд Розини Гутман, Фанезина, Рим, 2018 г.
- Cylcling Up and Spoon, КАРЛСРУЭ, Германия, 2018 г.
- Ложка, Art Basel, Базель, 2018 г.
- Ложка, Art Basel, Майами, 2018 г.
- Spoon, Культурный фонд Montblanc, 2018 г.
- Vespa Freedom, Музей Пьяджио, 2018 г.